# Kanton Chailland
Der Kanton Chailland war von 1790 bis 2015 ein französischer Kanton im Arrondissement Laval, im Département Mayenne und in der Region Pays de la Loire; sein Hauptort war Chailland.

## Geografie
Der Kanton Chailland lag im Mittel 156 Meter über dem Meeresspiegel, zwischen 52 Meter in Andouillé und 224 Meter in Juvigné. Er lag im Westen des Départements Mayenne. Im Norden grenzte er an den Kanton Ernée, im Nordosten an den Kanton Mayenne-Ouest, im Osten an den Kanton Mayenne-Est, im Südosten an den Kanton Argentré, im Süden an die Kantone Laval-Nord-Est und Loiron und im Westen an das Département Ille-et-Vilaine.

## Gemeinden
Der Kanton bestand aus neun Gemeinden:
| Gemeinde                   | Einwohner Jahr | Fläche km² | Bevölkerungsdichte | Code INSEE | Postleitzahl |
| -------------------------- | -------------- | ---------- | ------------------ | ---------- | ------------ |
| Andouillé                  | 2.256 (2013)   | 36,54      | 62 Einw./km²       | 53005      | 53240        |
| La Baconnière              | 1.773 (2013)   | 27,36      | 65 Einw./km²       | 53015      | 53240        |
| La Bigottière              | 493 (2013)     | 18,40      | 27 Einw./km²       | 53031      | 53240        |
| Chailland                  | 1.237 (2013)   | 35,48      | 35 Einw./km²       | 53048      | 53420        |
| La Croixille               | 691 (2013)     | 19,91      | 35 Einw./km²       | 53086      | 53380        |
| Juvigné                    | 1.486 (2013)   | 62,16      | 24 Einw./km²       | 53123      | 53380        |
| Saint-Germain-le-Guillaume | 476 (2013)     | 13,23      | 36 Einw./km²       | 53225      | 53240        |
| Saint-Hilaire-du-Maine     | 837 (2013)     | 31,06      | 27 Einw./km²       | 53226      | 53380        |
| Saint-Pierre-des-Landes    | 941 (2013)     | 40,90      | 23 Einw./km²       | 53245      | 53500        |

## Bevölkerungsentwicklung
| 1962  | 1968  | 1975  | 1982  | 1990  | 1999  | 2006  | 2011  |
| ----- | ----- | ----- | ----- | ----- | ----- | ----- | ----- |
| 9.736 | 9.091 | 8.540 | 8.447 | 8.454 | 8.605 | 9.509 | 9.929 |